# Гостев, Игорь Аронович
Игорь Аронович Го́стев (15 мая 1925, Москва, СССР — 25 марта 1994, Москва, Россия) — советский, российский кинорежиссёр, сценарист. Народный артист РСФСР (1985)
 . Член КПСС с 1962 года.

## Биография
И. А. Гостев родился 15 мая 1925 года в Москве. Окончил экономический (1947) и режиссёрский факультеты ВГИКа (1962, мастерская А. Б. Столпера).
Работал директором картин на киностудии документальных и научно-популярных фильмов «Моснаучфильм». Участвовал в съёмках заказных фильмов о первых испытаниях в СССР атомной и водородных бомб, об атомном ледоколе «Ленин», директор картин, посвящённых первым полётам советских космонавтов — «Первый рейс к звёздам», «Снова к звёздам», «Звёздные братья», за которые был награждён орденом «Знак Почёта».
Карьеру в художественном кино начал режиссёром на картине М. Ершова «Родная кровь» (Ленфильм, 1964). Работал режиссёром на картинах И. Пырьева «Свет далёкой звезды» (Мосфильм, 1965) и Ю. Чулюкина «Королевская регата» (Мосфильм, 1966).
Снял кинотрилогию о партизанах и военных разведчиках: «Фронт без флангов» (1975), «Фронт за линией фронта» (1977) и «Фронт в тылу врага» (1981), удостоенных ряда государственных наград.
Последующие художественные фильмы И. А. Гостев снял на киностудии «Мосфильм» в качестве режиссёра-постановщика.
Скончался 25 марта 1994 года. Похоронен в Москве на Кунцевском кладбище (10 уч.).

## Награды и премии
- Орден «Знак Почёта» (1962)
- Государственная премия РСФСР имени братьев Васильевых (1978) — за фильм «Фронт за линией фронта» (1977)
- Премия Ленинского комсомола (1979) — за фильмы «Фронт без флангов» и «Фронт за линией фронта»
- Золотая медаль имени А. П. Довженко (1975) — за фильм «Фронт без флангов»
- Заслуженный деятель искусств РСФСР (1979)
- Народный артист РСФСР (1985)

## Фильмография

### Режиссёр-постановщик
- 1967 — Происшествие (короткометражный)
- 1969 — Москва в нотах
- 1972 — Меченый атом
- 1974 — Фронт без флангов
- 1977 — Фронт за линией фронта
- 1981 — Фронт в тылу врага
- 1984 — Европейская история
- 1985 — Завещание
- 1987 — Загон
- 1989 — Беспредел
- 1993 — Серые волки

### Сценарист
- 1969 — Король манежа
- 1972 — Меченый атом
- 1984 — Европейская история
- 1987 — Загон
- 1989 — Беспредел
- 1993 — Серые волки